# Andreas Carlgren
Pour les articles homonymes, voir Carlgren.
Hemming « Andreas » Carlgren, né le 8 juillet 1958 à Upplands-Bro, est un homme politique suédois membre du Parti du centre (C).

## Biographie
En 1981, il entreprend pour deux ans une formation de professeur à l'Université de Stockholm. Il exerce ce métier à partir de 1987, puis est engagé pour travailler sur les programmes de développement environnemental pour les entreprises par M-Gruppen, une société de formation professionnelle. Il démissionne en 1990.
Il est par ailleurs directeur général du Comité suédois d'intégration entre 2002 et 2006.
Après avoir divorcé, il révèle en 1995 qu'il est homosexuel et conclut une union civile avec Tomas Harila. Il est par ailleurs père de trois enfants issus de son premier mariage.

## Parcours politiques

### Au sein du Parti du Centre
Andreas Carlgren est élu président des Jeunes du Parti du centre (CUF) en 1984. Il abandonne ce poste trois ans plus tard.
En 1992, il devient second Vice-président du Parti du centre, puis est désigné premier Vice-président du parti de 1998 jusqu'en 2000.

### Au sein des institutions
En 1990, il est nommé adjoint au maire de la commune d'Ekerö chargé de la petite enfance et des écoles. Il renonce à ce poste à la suite de son élection comme député au Riksdag en 1994, mais n'exerce qu'un seul mandat de quatre ans.
Le 6 octobre 2006, Andreas Carlgren devient ministre de l'Environnement de la Suède. Il est alors le premier ministre ouvertement gay dans son pays.
Au cours de la conférence de Copenhague de 2009 sur le climat, il représentait l'Union européenne, au nom de la présidence tournante alors exercée par la Suède.